# Kenmore Air
Kenmore Air est une compagnie aérienne régionale américaine basée à Kenmore, dans l'état de Washington. Fondée en 1946, elle assure des liaisons courte distance dans l'ouest de cet état ainsi qu'au sud de la Colombie-Britannique au Canada.
Outre Kenmore, elle fait atterrir ses hydravions sur le Lac Union et ses autres avions à l'Aéroport Boeing-Comté de King.